# Ismaël Koudou
Ismaël Koudou (né le 27 septembre 1975 à Ouagadougou en République de Haute-Volta, aujourd'hui Burkina Faso) est un joueur de football international burkinabé, qui évoluait au poste d'attaquant.

## Biographie

### Carrière en sélection
Avec l'équipe du Burkina Faso, il dispute 18 matchs (pour deux buts inscrits) entre 1997 et 2001. Il figure notamment dans le groupe des sélectionnés lors des Coupes d'Afrique des nations de 1998 et de 2000.

## Palmarès
AS Faso-Yennenga
- Championnat du Burkina Faso (3) :
  - Champion : 1999, 2002 et 2006.
  - Vice-champion : 2001.

- Coupe du Burkina Faso (1) :
  - Vainqueur : 2009.

- Supercoupe du Burkina Faso (2) :
  - Vainqueur : 1997 et 2002.
  - Finaliste : 1999 et 2006.